# Pío Gullón Iglesias
Pío Gullón Iglesias (Astorga, 1835 - Madrid, 22 de diciembre de 1917) fue un abogado, periodista y político español, ministro de Gobernación durante el reinado de Alfonso XII y ministro de Estado durante la regencia de María Cristina de Habsburgo-Lorena y durante el reinado de Alfonso XIII.

## Primeros años: el periodismo
Nacido en 1835 en la localidad leonesa de Astorga, a los 12 años sus padres le enviaron a París, donde estuvo educándose hasta la edad de 15 años con su tío Bernardo Iglesias, posteriormente director de Iberia, que por entonces se hallaba emigrado debido a sus ideas liberales.
Antes de cumplir los 20 años se traslada a Madrid, donde se dedicó de lleno al periodismo. El periódico La Nación fue el encargado de hacer públicas las primeras manifestaciones literarias de Pío Gullón. En 1857-58 escribió en el periódico Las Novedades y por aquel entonces también redactó un folleto titulado La Fusión Ibérica. Terminada aquella publicación, y tras vivir ausente de Madrid durante algún tiempo, Gullón dio varios trabajos literarios que aparecieron en periódicos semanales. Merecedores de recuerdo son los artículos titulados "De la ignorancia en España". Además, escribió y dirigió El Siglo Industrial, La Unión Mercantil, y otros periódicos.
En 1865 fue corresponsal de Le Journal de Genève. Al conocerse la Revolución de 1868, fue llevado por Madoz y Sagasta a la Secretaría de Gobierno Civil de Madrid. Luego pasó al Ministerio de Gobernación en calidad de Oficial de Secretaría. Al encargarse Rivero de Gobernación, Gullón fue nombrado Jefe de la Sección de Administración.

## Su etapa política
Al formarse el partido constitucional, Gullón fue elegido diputado por Toledo. Además del Manifiesto del 18 de octubre, que establece la separación entre radicales y constitucionales, redactó muchos otros documentos de Sagasta y fue por largo tiempo Secretario del Comité Directivo de los constitucionales.
Al ascender Candau al Ministerio de Gobernación, Gullón rechazó la subsecretaría, pero admitió el cargo de Subsecretario de Estado junto a De Blas. Al pasar Sagasta al Ministerio de Gobernación, Gullón pudo cooperar como subsecretario a este importante resultado, situándose a un alto nivel. Tomó asiento en los Congresos de 1871 y 1872 (ambos por Toledo), 1881, 1884 y 1886 (representando a León), y 1891, aunque renunciaría al de 1886 al ser nombrado senador vitalicio en 1888.
Fue ministro de Gobernación entre el 9 de enero y el 13 de octubre de 1883, en un gobierno presidido por Sagasta, político con el que ocuparía, entre el 4 de octubre de 1897 y el 18 de mayo de 1898, la cartera de ministro de Estado. Posteriormente, y con Eugenio Montero Ríos, volvería a ocupar la cartera de Estado entre el 31 de octubre y el 1 de diciembre de 1905. Finalmente, en un gabinete López Domínguez volvería a ser ministro de Estado entre el 6 de julio y el 30 de noviembre de 1906. Además desempeñó otros destacados cargos, como la dirección del Banco de España y la Presidencia del Consejo de Estado. Por otra parte, en 1905 ingresó en la Real Academia de Ciencias Morales y Políticas; su discurso de ingreso, titulado "Crisis contemporánea del régimen parlamentario" fue contestado por su paisano Gumersindo de Azcárate.
Astorga, su ciudad natal, le es deudora de la prolongación de la línea férrea del Oeste, desde Benavente a esta población. También consiguió el título de Excelentísimo para el cabildo de la catedral de Astorga, y la aprobación de los planos y primera subvención para la construcción del Palacio Episcopal de esta misma ciudad.